# التنين الأحمر والذهبي
«التنين الأحمر والذهبي» (بالإنجليزية: The Red Dragon and the Gold)‏ هي الحلقة الرابعة للموسم الثاني من مسلسل إتش بي أو التلفزيوني الدرامي الخيالي آل التنين. كُتبت الحلقة من قبل ريان كوندال وإخراج آلان تايلور، وتم بثها لأول مرة في 7 يوليو 2024.
في الحلقة، يواصل السير كريستون حشد حلفاء الخضر وإعدام داعمي السود. يركب إلى استراحة الرُّخ لمهاجمة آخر معاقل السود في خليج المياه السوداء. في هذه الأثناء، تعود رينيرا إلى دراجونستون وتعلم بخطة كريستون. توافق على إرسال ريينس مع تنينها ميليس لمواجهة كريستون وقواته. يشعر إجون أن مجلسه لا يحترمه، خاصة بعد اكتشاف اتصالات إيموند السرية مع كريستون، ويقرر الطيران إلى استراحة الرُّخ مع تنينه صنفاير. دون علم بعضهم البعض، تجتمع ريينس وإجون وإيموند (مع فاجهار) في استراحة الرُّخ، مما يؤدي إلى معركة حاسمة تضم التنانين الثلاثة.
في الولايات المتحدة، حققت حلقة «التنين الأحمر والذهبي» مشاهدات بلغت 8.1 مليون خلال ليلة العرض الأول، متجاوزةً العرض الأول للموسم، بواقع 1.2 مليون مشاهد على التلفزيون الخطي وحده. تلقت الحلقة استحسانًا واسع النطاق من النقاد، حيث وصفها الكثيرون بأنها واحدة من أفضل حلقات المسلسل. وأثنوا على الإخراج والمؤثرات البصرية، ولكن بشكل خاص على كتابة الحلقة لمشاهد ديمون في هارِنهال، والاحتكاك المتزايد بين إيموند وإجون، وتسلسل معركة استراحة الرُّخ، والذي اعتُبر الأخير أبرز ما في الحلقة. كان الأداء التمثيلي لإيف بيست ومات سميث وتوم غلين كارني موضع إشادة.
وتشهد هذه الحلقة الظهور الأخير لإيف بيست (ريينس تارجارين).

## الحبكة

### في هارِنهال
يحلم ديمون بالتواجد في غرفة العرش الفارغة في كينجز لاندنج. يقوم بقطع رأس رينيرا الشابة الذي تتهمه بالخيانة. يلتقي ديمون مع آليس ريفرز، الذي تصف هارِنهال بأنها مسكونة نظرًا لأنه تم بناؤه بأشجار الويروود. بعد أن أعطته مشروبًا، أثناء النوم، «يرى» شبح زوجته الثانية ليانا أثناء وجوده في المجلس.
بدلاً من اللورد جروفر تلي، وهو رجل عجوز، يصل حفيده المراهق ووريثه، أوسكار تلي، إلى هارِنهال. يتردد أوسكار في عقد أي اتفاقيات بينما جده على قيد الحياة؛ اقتراح «ديمون» تسريع وفاة «جروفر» يرعب «أوسكار». يستدعي ديمون أيضًا السير ويليم بلاكوود، الذي كان من بين الخاطبين لرينيرا.

### في وادي الغسق
يقطع كريستون رأس اللورد داركلين الذي يرفض الولاء ويبصق عليه. يأمر كريستون قواته بالركوب إلى استراحة الرُّخ خلال النهار كمناورة مفاجئة. يعتقد جواين أن الهجوم الليلي سيكون أكثر إستراتيجية.

### في دريفتمارك
تلتقي ريينِس بآلِن وتشكره على إنقاذ كورليس، مؤكدة أيضًا أنه كان لديه أم جميلة. يصل كورليس، وتُشير ريينِس إلى أن ألِن هو ابنه غير الشرعي؛ يشكو كورليس من استفساراتها.

### في كينجز لاندنج
يقوم المايستر الرئيس أورويل بإعداد الشاي المجهض للحمل لأليسنت، التي تدّعي أنه لشخص آخر. تسأل أليسنت إذا كان أورويل يعرف من يريد فيسِرس أن يكون وريثًا، لكنه يعترف بالجهل. بعد شرب الشاي تشعر بالمرض. يصل لاريس ويرى الزجاجة الفارغة التي تدعي أليسنت أنها كانت بسبب عسر الهضم. يشعر إجون بالإحباط في المجلس، حيث يعلم أن إيموند وكريستون يخططان للحملات بدونه، بما في ذلك محاصرة استراحة الرُّخ بالقرب من دراجونستون بدلاً من هارِنهال. إيموند يوبخه باللغة الفاليرية. يحاول إجون الرد لكن الفاليرية الخاص به ضعيفة جدًا. إجون يزيل كتب التاريخ الخاصة بأليسنت. تنصحه أليسنت بعدم القيام بأي شيء والسماح لمستشاريه ذوي الخبرة بالتصرف. محبطًا وسكران، يركب إجون على ظهر صنفاير إلى استراحة الرُّخ.

### في دراجونستون
تمامًا كما اتفق جِيسرس مع المجلس على ضرورة إرسال تنين إلى استراحة الرُّخ، عادت رينيرا إلى دراجونستون ووافقت على الحرب، وأبلغت عن اجتماعها مع أليسنت وأنها وافقت الآن على أن عليها الاستيلاء على عرشها بالقتال أو الموت. تطوعت لركوب التنين، لكن ابنها جِيسرس يعرض نفسه للطيران على متن فرماكس، وهو ما لا توافق عليه رينيرا. في النهاية، تطوعت ريينِس بنفسها بدلاً من ذلك، مع خبرة تنينها ميليس في المعارك. بينما تستعد ريينِس لرحلتها، تخبر رينيرا جِيسرس باعتباره وريثها لنبوة إجون الفاتح.

### في استراحة الرُّخ
يبدأ حصار استراحة الرُّخ. تتقدم قوات كريستون بينما يهاجمهم رماة القلعة. تقوم ريينِس على ظهر ميليس بحرق قوات كريستون، لكنه يخفي إيموند وفاجهار. يرى إيموند أن إجون يقترب على ظهر صنفاير ويسمح له بالتقدم دون معارضة. ميليس تضرب صنفاير. مع وصول فاجهار؛ يحرق إيموند عن طريق فاجهار كلاً من ميليس وصنفاير؛ صنفاير يسقط على الأرض. ريينِس، التي تربط نفسها بشكل آمن بميليس، تهاجم فاجهار، الذي يسقط أيضًا. ومع ذلك، بينما تدور ميليس، يرتفع فاجهار ويعض رقبة ميليس بشكل قاتل. تسقط ميليس وريينِس. يستيقظ كريستون من الذهول الجسدي. أثناء قيامه بمسح ساحة المعركة، وجد إيموند وسيفه مسلولًا وإجون مستلقيًا بلا حركة.

## الإنتاج

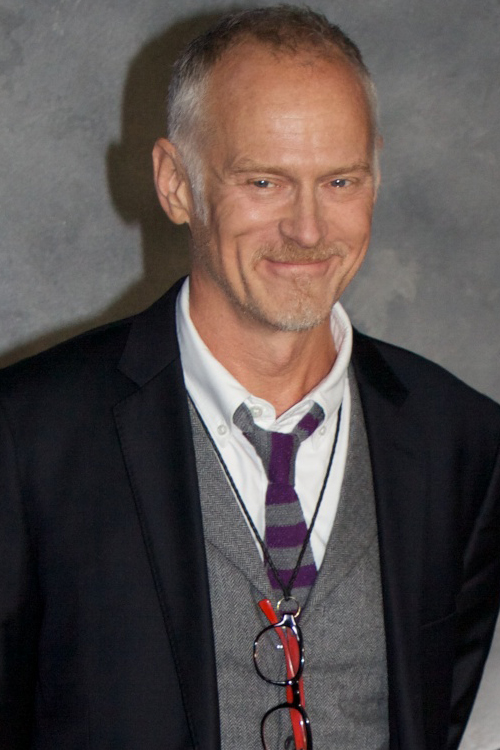
حلقة «التنين الأحمر والذهبي» ثاني رصيد إخراجي لآلان تايلور في المسلسل والتاسع في فرنشايز صراع العروش بشكل عام.

### الكتابة والتصوير
«التنين الأحمر والذهبي» كتبه صانع العمل والمنتج التنفيذي ريان كوندال، وأخرجه آلان تايلور، مما يجعله تعاونهم الثاني في المسلسل بعد افتتاحية الموسم الثاني «ابن مقابل ابن».
تمثل هذه الحلقة الاعتماد الكتابي السادس لكوندال في المسلسل، بعد حلقات «ورثة التنين»، و«الأمير المارق»، و«الثاني من اسمه»، و«الملكة السوداء»، افتتاحية الموسم الثاني. كما أنها تمثل المرة الثانية لتايلور كمخرج للمسلسل والتاسعة للفرنشايز بشكل عام. سبق له أن أخرج حلقات صراع العروش «بايلور»، و«النار والدم»، و«الشمال يتذكر»، و«أراضي الليل»، و«أمير وينترفيل»، و«فالار مورغوليس»، و«خلف الجدار».
يشير عنوان الحلقة إلى لون التنانين ميليس وصنفاير لريينِس وإجون على التوالي، بالإضافة إلى التنانين الشعارية التي تزين رايات الفصيلين الأخضر والأسود.

### الطاقم
مات سميث، إيما دارسي، أوليفيا كوك، ستيف توسان، إيف بيست، فابيان فرانكل، سونويا ميزونو، ماثيو نيدهام، توم غلين كارني، إيوان ميتشل، هاري كوليت، بيثاني أنطونيا، جيفرسون هول، فريدي فوكس، غايل رانكين، كورت إيجياوان، أبو بكر سالم (ممثل)، وسيمون روسل بيل. لعبت ميلي آلكوك مرة أخرى دور الضيف لتعيد تمثيل دورها كرينيرا الشابة، بعد الحلقة السابقة. ظهرت نانا بلونديل أيضًا لفترة وجيزة، حيث أعادت تمثيل دورها كزوجة ديمون الثانية لينا فيلاريون.

## الاستقبال

### الاستقبال النقدي
قوبلت حلقة «التنين الأحمر والذهبي» بإشادة من النقاد، ووصفها البعض بأنها من أفضل حلقات المسلسل وأفضل حلقات الموسم حتى الآن. في مجمع المراجعة روتن توميتوز، حصل على نسبة موافقة 100% بناءً على خمس مراجعات، بمتوسط تقييم 9.4/10.
حصلت الحلقة على 5 من أصل 5 نجوم من كل من أليك بوجالاد من دن أوف جيك وهالي وايتمير وايت من تي في فناتيك. علق بوجالاد قائلاً: «من المثير للإعجاب أن [إنها] تجعل الحلقة 3 القوية بالفعل أفضل في السياق.» وصفتها وايت بأنها «واحدة من أكثر العروض المذهلة والمذهلة بصريًا التي شاهدناها على شاشة التلفزيون منذ وقت طويل.» قام جيمس هانت من سكرين رانت بتقييمه بـ4.5 من أصل 5 نجوم، مشيدًا به باعتباره «جزءًا رائعًا يستحضر صراع العروش في أكثر حالاتها إثارة». حصلت الحلقة أيضًا على تقييم 4 من أصل 5 نجوم من أماندا وايتنج من نسر وبنجي ويلسون من تلغراف.
منحت هيلين أوهارا من آي جي إن الحلقة 10 درجات من أصل 10، ووصفتها بأنها «تحفة فنية». كتبت: «تبدأ [الحلقة] ببطء ولكنها تزداد قوة، وتنتهي بمعركة مذهلة تصنف ضمن أكثر اللحظات إثارة في عالم صراع العروش وتدمر أي شيء حتى الآن في آل التنين.» سجلت كل من كاتي دول من موارد الكتب المصورة وكارلي لين من كولايدر النتيجة 9 من أصل 10. وأشارت دول إلى أن «[الحلقة] تغير مسار آل التنين الموسم الثاني من خلال إخراج الحبكة أخيرًا من مكانها الراكد في كل مشهد.» كايلي دراي من إيه. في. كلوب صنفتها بـ «أ» ووصفتها بالحلقة «الرائعة». وصفها إريك كين من فوربس بأنها «حلقة رائعة أخرى في ما سيصبح موسمًا ثانيًا رائعًا.» جوش روزنبرغ من إسكواير اعتبرها عودة إلى أيام مجد الفرنشايز.
اختار النقاد معركة استراحة الرُّخ باعتبارها أبرز ما في الحلقة. كتب أليك بوجالاد على وجه التحديد،«إن المعركة الجوية الواقعة فوق استراحة الرُّخ في أراضي التاج رائعة ومرعبة بقدر ما يمكن التنبؤ بنتائجها. هلك تنينان، ومات راكب تنين واحد على الأقل، وتم سحق عدد لا يحصى من الرجال تحت الوحوش. مشية أو تبخرت بأنفاسهم النارية.» أشاد جيمس هانت بالتسلسل لمزجه بين النطاق الملحمي وأساس الشخصية القوي. أطلقت عليها أوهارا اسم «الخيال الملحمي في أكثر حالاته إثارة». قالت دول إن التسلسل «يفوق التوقعات في مثال مثير للقلق للتلفزيون الرائج». كما اعتبرتها من أعظم مشاهد القتال في تاريخ التلفزيون ووصفت الحلقة بأنها أجمل عمل في المسلسل حتى الآن.
وشملت الجوانب الأخرى التي أشاد بها النقاد المؤثرات البصرية، والمثيرة، والتمثيل، مع الثناء بشكل خاص على أداء بيست، وسميث، وغلين كارني، وميتشل، ورانكين. كما لاحظت إيريكا غونزاليس من إل، أفضل ما قيل عن ريينِس، «إنها تتقدم للتضحية بنفسها لأنني أعتقد أنها تعرف جيدًا تمامًا أن هذه مهمة انتحارية. في هذه اللحظة، أعتقد أن هناك لحظة غير معلنة ولكنها مهمة جدًا من القبول والتكريم، إنه تكريم ساموراي للغاية، في الواقع، إنه شرف بين المرأتين، والذي كان دائمًا معقدًا للغاية حتى الآن. كان هناك أيضًا ثناء على تصوير ديلون السينمائي، وموسيقى جوادي، وكتابة كوندال، واتجاه تايلور، حيث أشارت هيلين أوهارا إلى مهارته في التحول بين المكائد السياسية والحرب الصريحة، وكذلك مشاهد ديمون في هارِنهال، وزيادة التنافس بين الأخوة بين إيموند و وإجون.

## وصلات خارجية
- التنين الأحمر والذهبي على موقع IMDb (الإنجليزية)
- التنين الأحمر والذهبي على موقع ميتاكريتيك (الإنجليزية)
- التنين الأحمر والذهبي على موقع روتن توميتوز (الإنجليزية)